# Alexandre Ribot

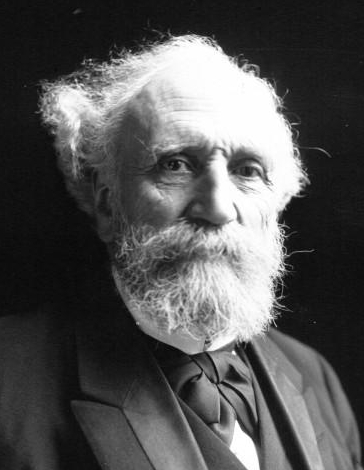
Alexandre Ribot (1913)

Alexandre Félix Joseph Ribot (* 7. Februar 1842 in Saint-Omer, Département Pas-de-Calais; † 13. Januar 1923 in Paris) war ein französischer Politiker der gemäßigten Republikaner in der Dritten Republik. Er war 1892/93, 1895, 1914 und 1917 jeweils für kurze Zeit Premierminister Frankreichs. Ribot hatte verschiedene Ministerämter inne, insbesondere war er von 1890 bis 1893 und von März bis Oktober 1917 Außenminister sowie von 1914 bis 1917 Finanzminister. Von 1909 bis 1923 gehörte er dem französischen Senat an.

## Leben
Nach Besuch des Lycée Bonaparte studierte Alexandre Ribot an der Sorbonne Rechtswissenschaften, schloss 1861 mit einer Licence ès lettres ab und promovierte 1864 zum Doktor des Rechts. Anschließend ließ er sich als Anwalt in Paris nieder. Er war Sekretär der Anwaltskonferenz und einer der Gründer der Société de législation comparée.
1870 wurde Ribot zum Substituten (beisitzenden Richter) am Tribunal des Département Seine ernannt und 1875 von Jules Dufaure als Direktor der Kriminal- und Gnadenangelegenheiten in das Justizministerium berufen, dann dort Generalsekretär und Staatsrat im außerordentlichen Dienst. 1877 schied er aus dem Justizministerium aus und gehörte wieder dem Advokatenstand an. Am 25. Juli 1877 heiratete er in Paris die Witwe seines jung verstorbenen Freundes Armand Demongeot, die Amerikanerin Mary Weld Burch, mit der er einen Sohn, Alexandre Eugène (1878–1960), hatte, der Arzt wurde.

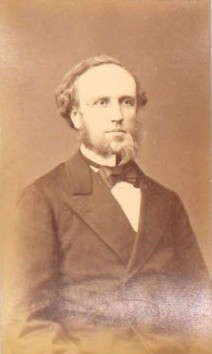
Ribot als junger Abgeordneter

Ebenfalls im Jahr 1877 machte sich Ribot auf der politischen Bühne während der „Krise des 16. Mai“ bemerkbar. Im Konflikt zwischen dem monarchistischen Staatspräsidenten Patrice de Mac-Mahon und dem von ihm ernannten konservativen Kabinett Albert de Broglies auf der einen und der republikanischen Parlamentsmehrheit auf der anderen Seite, engagierte sich Ribot führend im comité de résistance légale. Er wurde 1878 in Boulogne als Vertreter seines heimatlichen Départements Pas-de-Calais in die Abgeordnetenkammer gewählt, wo er sich den gemäßigten Republikanern (linkes Zentrum) anschloss und „durch seine hervorragende Arbeitskraft und Beredsamkeit bald eine einflussreiche Stellung einnahm“. Diese steigerte sich noch durch seine Artikel in der gemäßigt linken Zeitung Le Parlement, in denen er Gewaltmaßnahmen gegen nicht autorisierte religiöse Gemeinschaften ablehnte. 1881 wurde sein Mandat erneuert.
Ribot widmete sich insbesondere Finanzfragen und war 1882 Berichterstatter für den Haushalt. Er wurde einer der einflussreichsten republikanischen Gegner der Radikalen Partei und griff das nur von November 1881 bis Januar 1882 im Amt befindliche Kabinett von Léon Gambetta scharf an. Dann weigerte er sich, für die vom Kabinett Ferry verlangten Darlehen zur Finanzierung der Tongking-Expedition zu votieren und beteiligte sich 1885 mit Georges Clemenceau am Sturz dieser Regierung. Bei den Wahlen dieses Jahres erlitten die Republikaner in Pas-de-Calais eine verheerende Niederlage und Ribot kam erst 1887 wieder in die Abgeordnetenkammer. Nach 1889 vertrat er dort Saint-Omer. Gegenüber der Bewegung des Generals Georges Boulanger hegte er große Befürchtungen.
Als sich nach Pierre Tirards Rücktritt am 13. März 1890 ein neues, von Charles de Freycinet geführtes Kabinett bildete, übernahm Ribot darin die Leitung des Außenministeriums und betrieb, unter der Maxime einer friedlichen Außenpolitik, den engen Anschluss Frankreichs an Russland. Dies kam 1891 durch den Besuch der französischen Flotte in Kronstadt zum Ausdruck. In der Folge kam es zum Abschluss eines formellen Bündnisvertrags zwischen den beiden Mächten. Ribot kannte auch die britischen Institutionen genau und schätzte sie; zwei seiner früheren Werke, Biographie de Lord Erskine (1866) und Étude sur l’acte du 5 avril 1873 pour l’établissement d’une cour suprême de justice en Angleterre (1874), beschäftigen sich mit der englischen Gesetzgebung.
Die Leitung des Außenministeriums behielt Ribot auch im Kabinett von Émile Loubet (Februar 1892) und in dem von ihm am 6. Dezember 1892 selbst gebildeten Kabinett, in dem er gleichzeitig auch Ministerpräsident der Französischen Republik wurde. Schon am 10. Januar 1893 sah er sich wegen der aus Anlass des Panamaskandals gegen verschiedene Mitglieder seines Kabinetts gerichteten Angriffe gezwungen, eine Regierungsumbildung vorzunehmen. Energisch erzwang er die Entlassung des in diesen Skandal involvierten Freycinet. Er selbst blieb Ministerpräsident, wurde aber in dem nun „purifizierten“ Kabinett zugleich Innenminister, während Jules Develle die Agenden des Außenministers übernahm. Mit seinem Kabinett trat Ribot bereits am 4. April 1893 zurück, weil die Abgeordnetenkammer nicht die vom Senat verlangten Korrekturen des Budgets umsetzen wollte. Daraufhin wurde Charles Dupuy neuer Regierungschef. Bei den Neuwahlen im August 1893 erhielt Ribot wieder ein Abgeordnetenmandat.
Nach Jean Casimir-Periers Rücktritt im Januar 1895 übertrug der neue Staatspräsident Félix Faure Ribot von neuem die Bildung eines Kabinetts, in dem er am 26. Januar neben dem Vorsitz das Finanzministerium übernahm. Am 10. Juni konnte er erstmals offiziell das definitive Bündnis Frankreichs mit Russland verkünden. Sein Kabinett wurde aber bereits nach wenigen Monaten gestürzt; es trat am 30. Oktober 1895 wegen seiner Niederlage in der Frage des Chemin de fer du Sud zurück. Der wahre Grund seines Sturzes war die Misswirtschaft bei der Expedition nach Madagaskar, deren Kosten an Menschenleben und Geld alle Erwartungen überstieg, und die alarmierenden sozialen Zustände in Frankreich selbst, wie der Streik in Carmaux zeigte.
Nach dem Rücktritt des Ministerpräsidenten Félix Jules Méline im Juli 1898 suchte Ribot vergeblich ein Kabinett des „Ausgleichs“ zu bilden. Ende 1898 wurde er zum Präsidenten der wichtigen Kommission des öffentlichen Schulwesens gewählt, in der er für die Einführung eines modernen Bildungssystems eintrat. Die Politik des Kabinetts von Pierre Waldeck-Rousseau gegenüber den für Religionsunterricht zuständigen religiösen Gemeinschaften spaltete die republikanische Partei, und Ribot gehörte zu den Abtrünnigen. Bei den Wahlen von 1902 erlitt seine Politik aber einen herben Dämpfer – der linke Block (Bloc des gauches) gewann eine deutliche Mehrheit – wenngleich Ribot selbst wiedergewählt wurde. Er opponierte dann lebhaft gegen die Maßnahmen des Kabinetts des Radikalen Émile Combes und verurteilte dessen Allianz mit dem Sozialisten Jean Jaurès. Am 13. Januar 1905 gehörte er zu den Oppositionsführern, die den Sturz des Kabinetts herbeiführten.

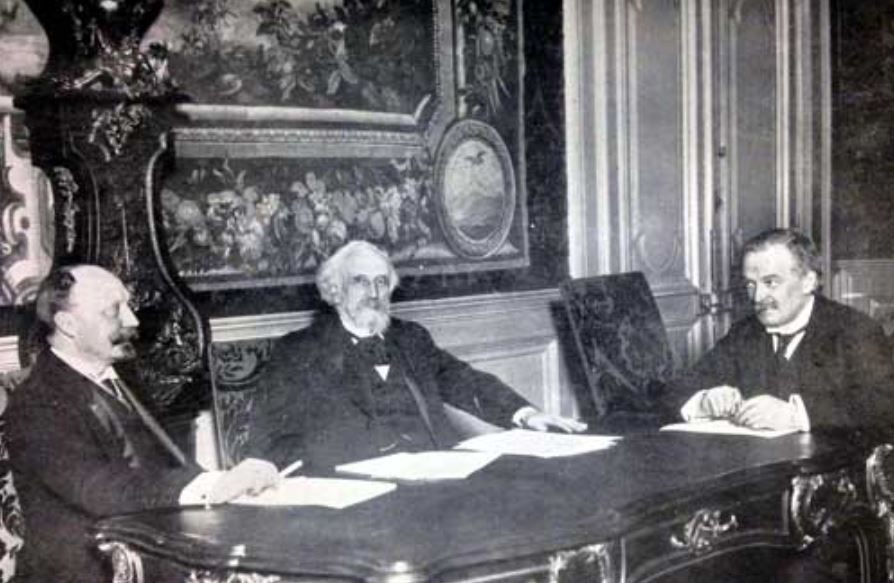
Konferenz der Triple Entente am 5. Februar 1915 in Paris (v. l. n. r. Pjotr Bark, Alexandre Ribot, David Lloyd George)

Obwohl Ribot die antiklerikale Politik der von Combes geführten Regierung heftig kritisiert hatte, bekundete er nun seine Bereitschaft, eine neue Regelung anstelle des Konkordats von 1801 zu akzeptieren, und unterstützte die Regierung bei der Einrichtung der Associations culturelles. Zur Rechtfertigung seines Oppositionskurses veröffentlichte er das Werk Quatre années d’opposition ; discours politiques 1901-1905 (2 Bde., Paris 1905). Als Abgeordneter für Saint-Omer wurde er 1906 wiedergewählt. Im Januar des gleichen Jahres wurde er als Nachfolger des verstorbenen Senators Gaston d’Audiffret-Pasquier Mitglied der Académie française (Fauteuil 16); und er war bereits seit 1903 Mitglied der Académie des sciences morales et politiques. 1909 wurde er als Vertreter des Départements Pas-de-Calais in den französischen Senat gewählt, dem er bis zu seinem Tod angehörte. Im Juni 1914 wurde er für die Dauer von drei Tagen erneut Premierminister.
Während des Ersten Weltkrieges gehörte Ribot den Regierungen von René Viviani und Aristide Briand (beide PRS) als Finanzminister an, bevor er nach dem Sturz des letzteren im März 1917 die Ämter des Premier- und Außenministers übernahm. Seine Amtszeit fiel in eine der schwierigsten Phasen des Krieges, die durch die gescheiterte Nivelle-Offensive (16. April bis Ende Mai 1917) und nachfolgende Meutereien im französischen Heer gekennzeichnet war. Nach dem Austritt der Sozialisten aus seiner Regierung im September 1917 erklärte Ribot seinen Rücktritt, behielt aber noch für einen Monat das Amt des Außenministers unter seinem Nachfolger Paul Painlevé (PRS). Am 13. Januar 1923 starb er im Alter von knapp 81 Jahren in Paris.

## Werke
- Lettres à un ami, souvenirs de ma vie politique. Journal d'Alexandre Ribot et correspondances inédites, 1914-1922. Plon, Paris 1924. Commons